# Penyandingan (Semendo Darat Laut)
Penyandingan is een bestuurslaag in het regentschap Muara Enim van de provincie Zuid-Sumatra, Indonesië. Penyandingan telt 1042 inwoners (volkstelling 2010).